# Mystacidium venosum
Mystacidium venosum är en orkidéart som beskrevs av William Henry Harvey och Robert Allen Rolfe. Mystacidium venosum ingår i släktet Mystacidium och familjen orkidéer. Inga underarter finns listade i Catalogue of Life.